# 巴特多伊奇—阿尔滕堡
巴特多伊奇—阿尔滕堡是奥地利下奥地利州莱塔河畔布鲁克县的一个市镇。总面积12.6平方公里，总人口1393人，人口密度110.6人/平方公里（2005年）。